# Patrick Clerc
Patrick Clerc (* 20. September 1957 in La Tronche) ist ein ehemaliger französischer Radrennfahrer.

## Sportliche Laufbahn
Clerc war im Bahnradsport und im Straßenradsport aktiv. Von 1981 bis 1986 war er Berufsfahrer.
1982 gewann er eine Etappe im Grand Prix Midi-Libre, 1983 im Critérium du Dauphiné Libéré. 
Die Tour de France fuhr er viermal. 1982 wurde er 77., 1983 36. und 1984 79. der Gesamtwertung. 1981 war er ausgeschieden. 1983 wurde Patrick Clerc nach der 8. Etappe der Tour de France positiv auf ein Dopingmittel getestet. In der Vuelta a España 1984 kam er auf den 78. Rang. 
1983 gewann er mit Daniel Gisiger das Sechstagerennen von Grenoble. 1979 hatte er dort mit Georges Romano das Amateurrennen gewonnen. 1981 wurde er Vizemeister im Punktefahren der Profis. Bei den Bahnradsport-Weltmeisterschaften 1981 kam er im Punktefahren auf den 9. Platz.

## Berufliches
Nach seiner sportlichen Karriere eröffnete er ein Café in Grenoble.